# Formigueras
Formigueras (en francés: Formiguères', en catalán: Formiguera) es una localidad  y comuna francesa, situada en el departamento de Pirineos Orientales en la región de Languedoc-Rosellón, en la comarca natural e histórica del Capcir, de la que se considera capital histórica.
A sus habitantes se les conoce por el gentilicio de formiguérois o  formiguérien en francés y formiguerenc(a) en catalán. En castellano podría ser formiguerense.

## Geografía

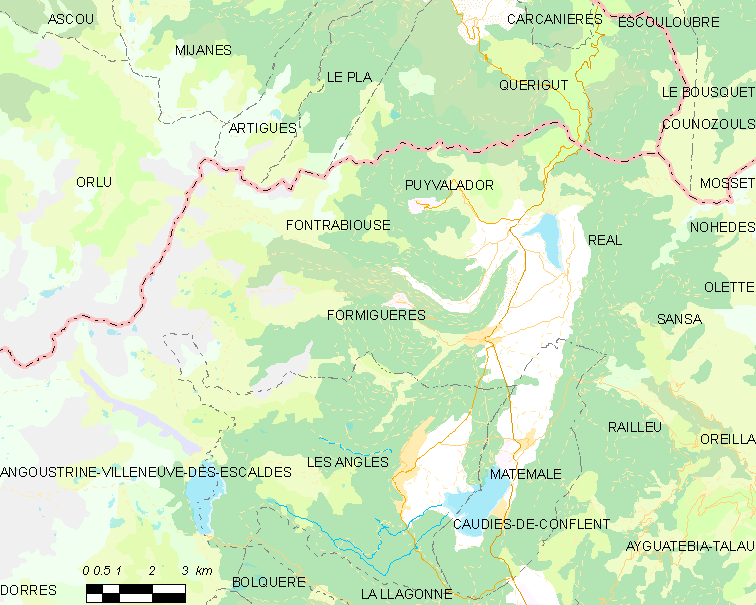
Situación de Formigueras

## Demografía
| 353 | 370 | 313 | 312 | 357 | 434 |
| Para los censos de 1962 a 1999 la población legal corresponde a la población sin duplicidades (Fuente: INSEE [Consultar]) |     |     |     |     |     |

## Lugares de interés
- Iglesia románica del siglo XIII.
- Estación de esquí

## Lingüística
Aparte del francés, en Capcir se habla un dialecto norteño del catalán de transición al occitano que presenta fuertes arcaísmos.